# Stoppessen
Stoppessen ist ein traditionelles Gesellschaftsspiel unter Kindern. Gespielt wird es während einer gemeinschaftlichen Mahlzeit. Meist ist ein Kindergeburtstag der Anlass.
Für das Spiel gelten folgende Regeln: Es kommt reihum jeder am Esstisch Sitzende an die Reihe und gibt ein Kommando. Je nach Kommando müssen nun alle Spieler eine bestimmte Aktion ausführen oder eine bestimmte Verhaltensweise annehmen. Dieser Zustand hält so lange an, bis der Befehlende „weiter“ sagt.

## Kanonische Kommandos
Autobahn: Man isst so schnell man kann.
Bauer: Alle nehmen rustikalere Manieren an und sprechen in erhöhter Lautstärke.
Hochhaus: Es wird auf dem Stuhl stehend weiter gegessen.
Keller oder Maus: Es wird unter dem Tisch weiter gegessen.
Oma: Die Spieler imitieren eine stereotype Oma: Tatterig, über die Jugend meckernd und in zittriger Stimme sprechend.
Prinzessin oder Feine Dame: Es wird im Gegensatz zu Bauer eine übertriebene Höflichkeit und Ordentlichkeit an den Tag gelegt.
Schallplatte Alle drehen den Oberkörper im Uhrzeigersinn und essen dabei weiter.
Schnecke: Das Gegenteil von Autobahn.
Schlumpf: Das Lied der Schlümpfe („La la la lala-lala la la ...“) wird angestimmt.
Stippstopp: Dieses beliebte Kommando befiehlt die in der letzten ca. halben Sekunde vorher gemachte Bewegung fortwährend zu wiederholen.
Stopp: Alle Spieler müssen wie eingefroren alle Bewegungen einstellen.
Tankstelle: Alle Spieler dürfen nur bei diesem Befehl etwas trinken.
Feuerwehr: Alle Spieler trinken so viel sie können.

## Varianten
- Manchmal ist das Geburtstagskind oder der Spieler, der das aktuelle Kommando gab, vom Befolgen müssen der Kommandos ausgenommen.
- Es kommt vor, dass Eltern diejenigen Kommandos verbieten, die den Ablauf des Essens sehr stören.
- Der Umfang der Kommandos ist nur durch die Phantasie der Spieler begrenzt. Auch existieren regionale Unterschiede.

## Vergleiche
- Kommando Pimperle: ein im Ablauf ähnliches Spiel